# 黒竜江大学駅
黒龍江大学駅（こくりゅうこうだいがくえき、簡体字中国語:黑龙江大学站）は、中華人民共和国黒龍江省哈爾濱市南崗区にある駅。

## 利用可能な鉄道路線
- ハルビン地下鉄
  - ハルビン地下鉄1号線

## 駅周辺
- 黒竜江大学

## 歴史
- 2013年9月26日 開業[1]。